# Железнодорожная линия Айкувен — Ловозеро

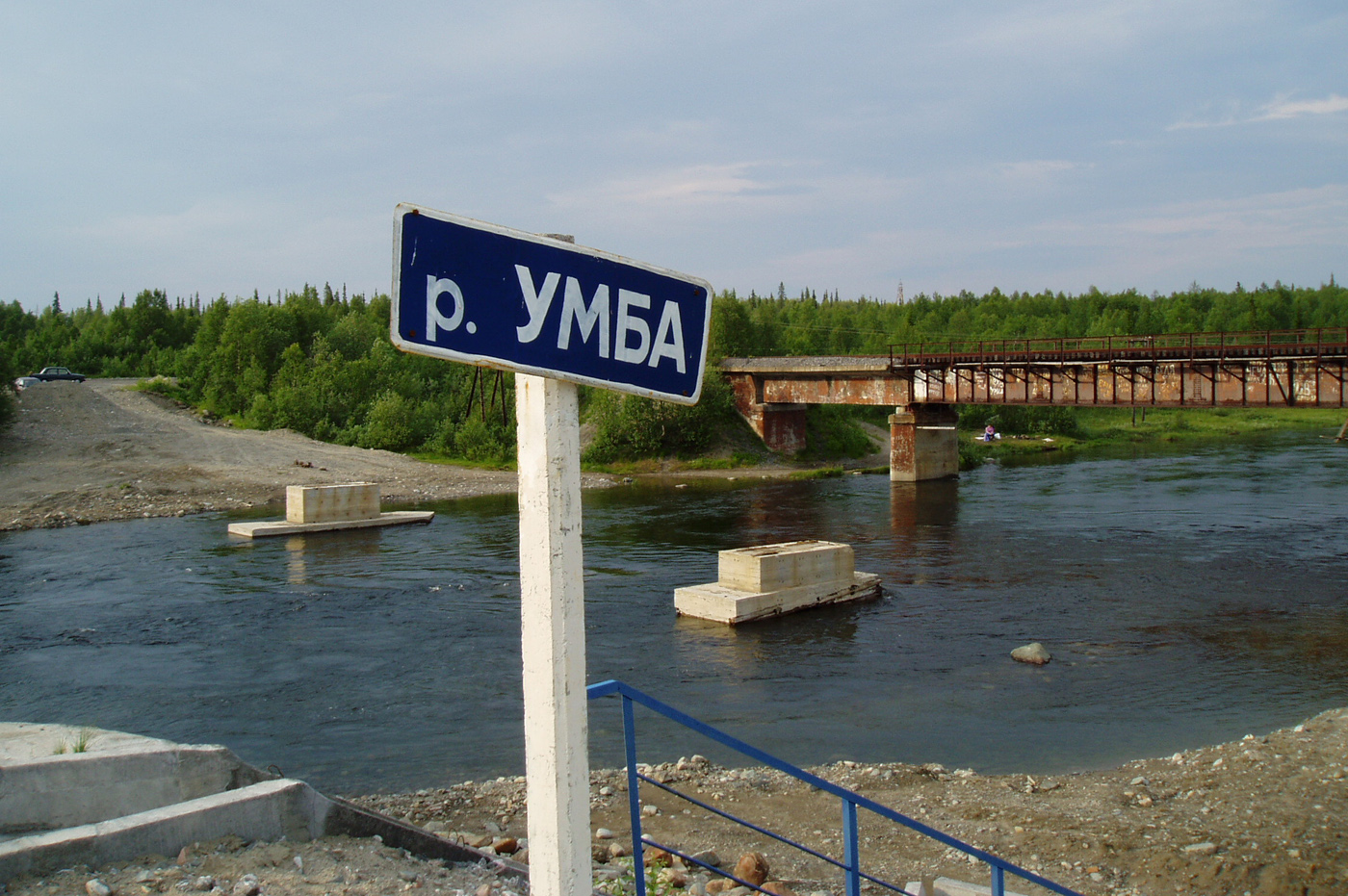
Железнодорожный мост на участке Айкувен — Ловозеро

Желе́зная доро́га Айкуве́н — Лово́зеро — ведомственная железная дорога протяжённостью 87 километров, находившаяся в Кировском городском округе и Ловозерском районе Мурманской области.
Железная дорога была открыта в 1967 году. Примерно на трети трассы была использована заброшенная Кольская железная дорога. Станция Ловозеро была построена в посёлке Ревда, в 20 километрах от села Ловозеро.

Железная дорога на всём протяжении была однопутной, не была электрифицирована.
В первые годы начальным пунктом была станция Титан, позднее станция Айкувен. Железная дорога эксплуатировалась Отделением временной эксплуатации (ОВЭ).
Главное локомотивное депо находилось вблизи станции Титан. Использовались в основном тепловозы ТЭМ2. Пассажирского движения на железной дороге не было. Основные грузы: в направлении станции Ловозеро — топливо и стройматериалы, в направлении станции Айкувен — рудный концентрат (продукция Ловозерского ГОКа).
Действовала ветка длиной 12 километров от станции Ловозеро до воинской части.
В 2007 году железная дорога была полностью разобрана в связи с банкротством предприятия-владельца — Ловозерской горно-обогатительной компании.